# Cyllene (geslacht)
Cyllene is een geslacht van weekdieren uit de klasse van de Gastropoda (slakken).

## Soorten
- Cyllene angsanana K. Martin, 1921 †
- Cyllene cernohorskyi Fernandes & Rolán, 1992
- Cyllene concinna A. Adams, 1851
- Cyllene desnoyersi (Basterot, 1825)
- Cyllene fuscata A. Adams, 1851
- Cyllene gracilenta (Yokoyama, 1928) †
- Cyllene grayi Reeve, 1846
- Cyllene lactea A. Adams & Angas, 1864
- Cyllene lamarcki Cernohorsky, 1975
- Cyllene lugubris Adams & Reeve, 1850
- Cyllene oblonga Schepman, 1911
- Cyllene orientalis A. Adams, 1851
- Cyllene owenii Gray in Griffith & Pidgeon, 1834
- Cyllene parvula Bozzetti, 2014
- Cyllene pretiosa Vredenburg, 1924 †
- Cyllene pulchella Adams & Reeve, 1850
- Cyllene royana (Iredale, 1924)
- Cyllene rubrolineata G. B. Sowerby II, 1870
- Cyllene sibogae Schepman, 1911
- Cyllene smithi K. Martin, 1884 †
- Cyllene sulcata G. B. Sowerby II, 1859
- Cyllene unimaculata A. Adams, 1855
- Cyllene vredenburgi Gupta, 1930 †